# Taricha sierrae
Taricha sierrae är en groddjursart som först beskrevs av Victor Chandler Twitty 1942.  Taricha sierrae ingår i släktet Taricha och familjen vattensalamandrar. Inga underarter finns listade i Catalogue of Life.